# Cladiella rotundata
Cladiella rotundata är en korallart som beskrevs av Tixier-Durivault 1970. Cladiella rotundata ingår i släktet Cladiella och familjen läderkoraller. Inga underarter finns listade i Catalogue of Life.